# Мисурата (муниципалитет)
Мисурата (араб. مصراته‎) — административный район в Ливии. Административный центр — город Мисурата. Население 550 938 человек (2006 год).

## Географическое положение
На северо-востоке Мисурата омывается водами Средиземного моря. Внутри страны граничит со следующими муниципалитетами: Сирт (восток), Эль-Джабал-эль-Гарби (юг, юго-запад), Эль-Маргаб (запад, северо-запад).